# Detarioideae
Detarioideae Burmeist. è una sottofamiglia di piante della famiglia delle Fabacee, comprendente 84 generi e circa 760 specie.
Appartengono a questa sottofamiglia numerose specie di importanza economica da cui si ricavano resine (p.es. Copaifera, Hymenaea), nonché il tamarindo (Tamarindus indica) utilizzato nell'alimentazione umana.

## Descrizione
La sottofamiglia comprende in prevalenza alberi di taglia medio-alta ma anche alcuni arbusti.
Le foglie sono in genere paripinnate, ma talvolta anche unifoliate; spesso sulla pagina inferiore delle foglioline o sul rachide foliare sono presenti nettàri extrafiorali.
Presentano frequentemente bratteole petaloidi grandi e appariscenti.
I fiori sono di forma variabile (ma mai papilionati), usualmente con 5 sepali, due dei quali spesso fusi; i petali, liberi, variano in numero da 1 a 5; usualmente sono presenti 10 stami.
I frutti sono perlopiù dei baccelli deiscenti, ma talora possono essere indeiscenti con aspetto samaroide.

## Distribuzione e habitat
Le specie di questa famiglia hanno una distribuzione pantropicale, con l'unica eccezione del genere Schotia, presente in Sudafrica.  La maggiore biodiversità (quasi il 60% dei generi) si concentra in Africa continentale e in Madagascar.
Il loro habitat tipico è la foresta tropicale pluviale, ma alcune specie prosperano nel Karoo succulento.

## Tassonomia
I generi di questo raggruppamento in passato erano inclusi nella sottofamiglia Caesalpinioideae (tribù Detarieae s.l.). Recenti studi filogenetici hanno portato alla loro segregazione in una sottofamiglia a sé stante.
La sottofamiglia Detarioideae comprende 84 generi in 6 tribù:
- Tribù Afzelieae

- Afzelia Sm.
- Brodriguesia R.S.Cowan
- Intsia Thouars

- Tribù Schotieae

- Schotia Jacq.

- Tribù Barnebydendreae

- Barnebydendron J.H.Kirkbr.
- Goniorrhachis Taub.

- Tribù Saraceae

- Endertia Steenis & de Wit
- Lysidice Hance
- Saraca L.

- Tribù Detarieae s.s.

- Augouardia Pellegr.
- Baikiaea Benth.
- Brandzeia Baill.
- Colophospermum J.Kirk ex J.Léonard
- Copaifera L.
- Daniellia Benn.
- Detarium Juss.
- Eperua Aubl.
- Eurypetalum Harms
- Gilletiodendron Vermoesen
- Gossweilerodendron Harms
- Guibourtia Benn.
- Hardwickia Roxb.
- Hylodendron Taub.
- Hymenaea L.
- Kingiodendron Harms
- Neoapaloxylon Rauschert
- Oxystigma Harms
- Peltogyne Vogel
- Prioria Griseb.
- Sindora Miq.
- Sindoropsis J.Léonard
- Stemonocoleus Harms
- Tessmannia Harms

- Tribù Amherstieae

- Amherstia Wall.
- Annea Mackinder & Wieringa
- Anthonotha P.Beauv.
- Aphanocalyx Oliver
- Berlinia Sol. ex Hook. f.
- Bikinia Wieringa
- Brachycylix (Harms) R.S.Cowan
- Brachystegia Benth.
- Brownea Jacq.
- Browneopsis Huber
- Crudia Schreb.
- Cryptosepalum Benth.
- Cynometra L.
- Dicymbe Spruce ex Benth.
- Didelotia Baill.
- Ecuadendron D.A.Neill
- Elizabetha Schomb. ex Benth.
- Englerodendron Harms
- Gabonius Wieringa & Mackinder
- Gilbertiodendron J.Léonard
- Heterostemon Desf.
- Humboldtia J.Vahl
- Hymenostegia (Benth.) Harms
- Icuria Wieringa
- Isoberlinia Craib & Stapf
- Isomacrolobium Aubrév. & Pellegr.
- Julbernardia Pellegr.
- Lebruniodendron J.Léonard
- Leonardoxa Aubrév.
- Leucostegane Prain
- Librevillea Hoyle
- Loesenera Harms
- Macrolobium Schreb.
- Maniltoa Scheff.
- Michelsonia Hauman
- Micklethwaitia G.P.Lewis & Schrire
- Microberlinia A.Chev.
- Neochevalierodendron J.Léonard
- Normandiodendron J.Léonard
- Oddoniodendron De Wild.
- Paloue Aubl.
- Paloveopsis R.S.Cowan
- Paramacrolobium J.Léonard
- Plagiosiphon Harms
- Polystemonanthus Harms
- Pseudomacrolobium Hauman
- Scorodophloeus Harms
- Talbotiella Baker f.
- Tamarindus L.
- Tetraberlinia (Harms) Hauman
- Zenkerella Taub.